# Блюнчли, Альфред Фридрих
Альфред Фридрих Блюнчли (нем. Alfred Friedrich Bluntschli; 29 января 1842 года, Цюрих, Швейцария — 27 июля 1930 года, Цюрих) — швейцарский архитектор периода историзма, с 1866 года работавший в Германии и Австрии, с 1881 года в Цюрихе.

## Биография
Альфред Фридрих Блюнчли был сыном юриста Иоганна Каспара Блюнчли. Сначала он учился архитектуре у Готфрида Земпера в Цюрихе. Во время учёбы в Цюрихском политехникуме он стал членом студенческого землячества Тевтония (Landsmannschaft Teutonia), позже известного как Корпус Фризо-Керуския (Corps Frisia Karlsruhe) в Карлсруэ. В 1863 году он отправился во Флоренцию, в 1864 году — в Париж, где учился в Высшей национальной школе изящных искусств, а в 1866 году — в Гейдельберге.
С 1870 по 1881 год Альфред Фридрих Блюнчли успешно сотрудничал с бюро Карла Йонаса Милиуса во Франкфурте-на-Майне, которое, среди прочего, в 1876 году выиграло архитектурный конкурс на новое здание Гамбургской ратуши. Однако запланированное строительство не было реализовано. В 1876 году Блюнчли и Милиус построили во Франкфурте отель «Frankfurter Hof». Кроме того, их планы относительно Центрального кладбища Вены были реализованы, и улица Милиус-Блюнчли-штрассе на западной окраине кладбища и по сей день хранит память об обоих архитекторах.
Блюнчли был строителем множества зданий и замков согласно эстетике историзма в разных неостилях. С 1881 по 1914 год он был преемником Земпера в должности профессора Политехнического института (ныне ETH) в Цюрихе.

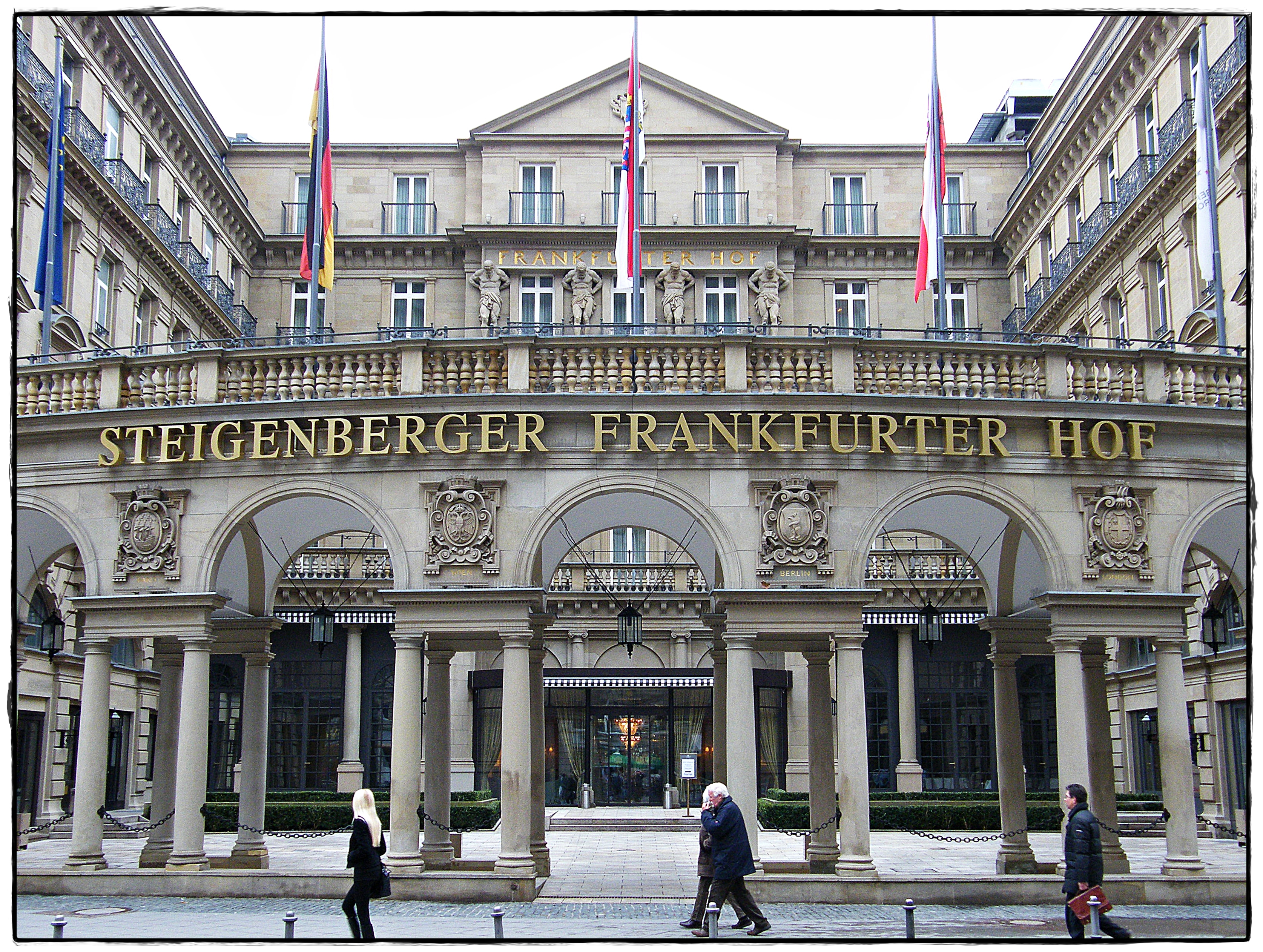
Отель Франкфуртер Хоф. 1873–1874. Франкфурт-на-Майне
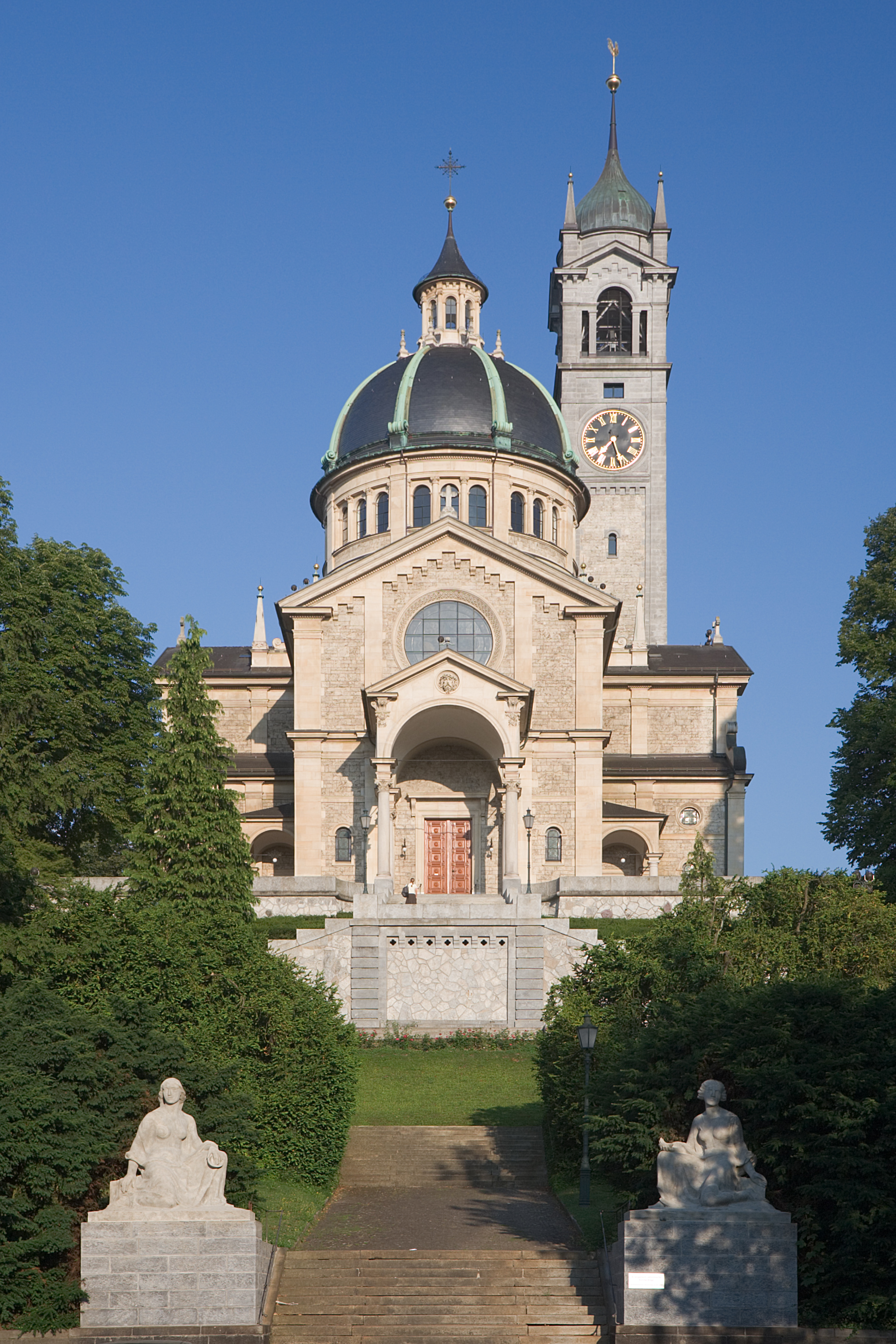
Церковь Энге. 1892–1894. Цюрих
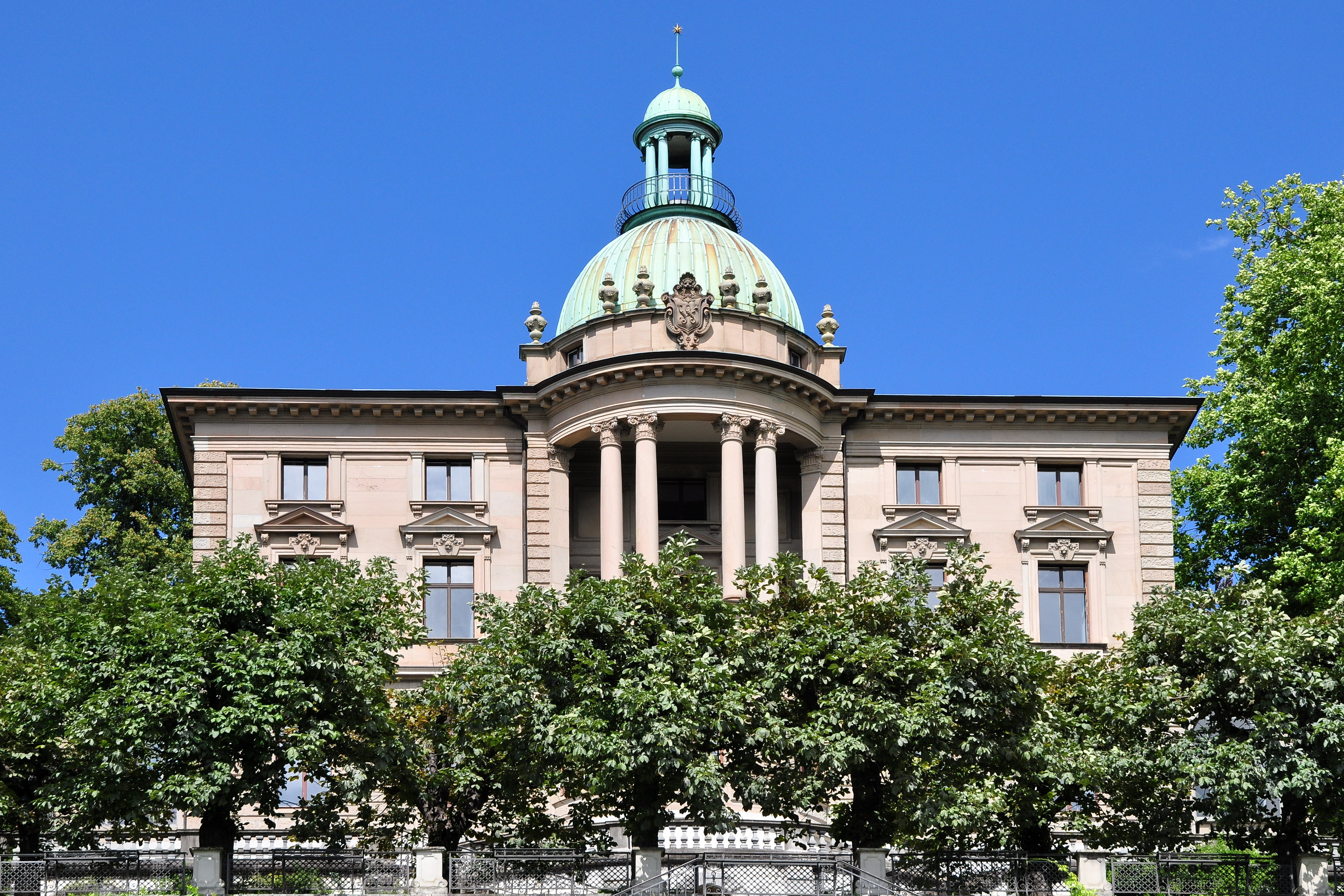
Вилла Вегман. Цюрих
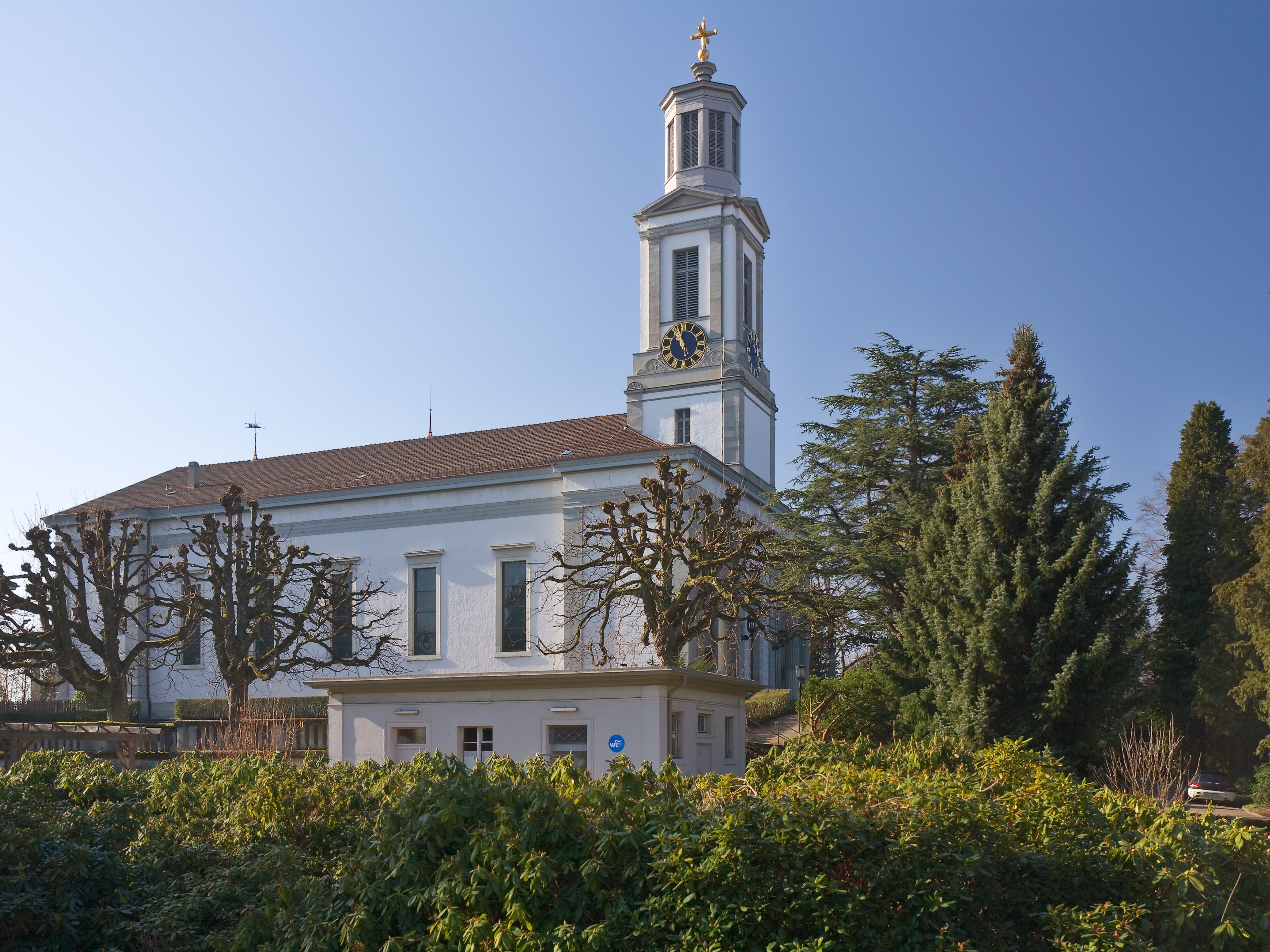
Церковь Ноймюнстера, Цюрих
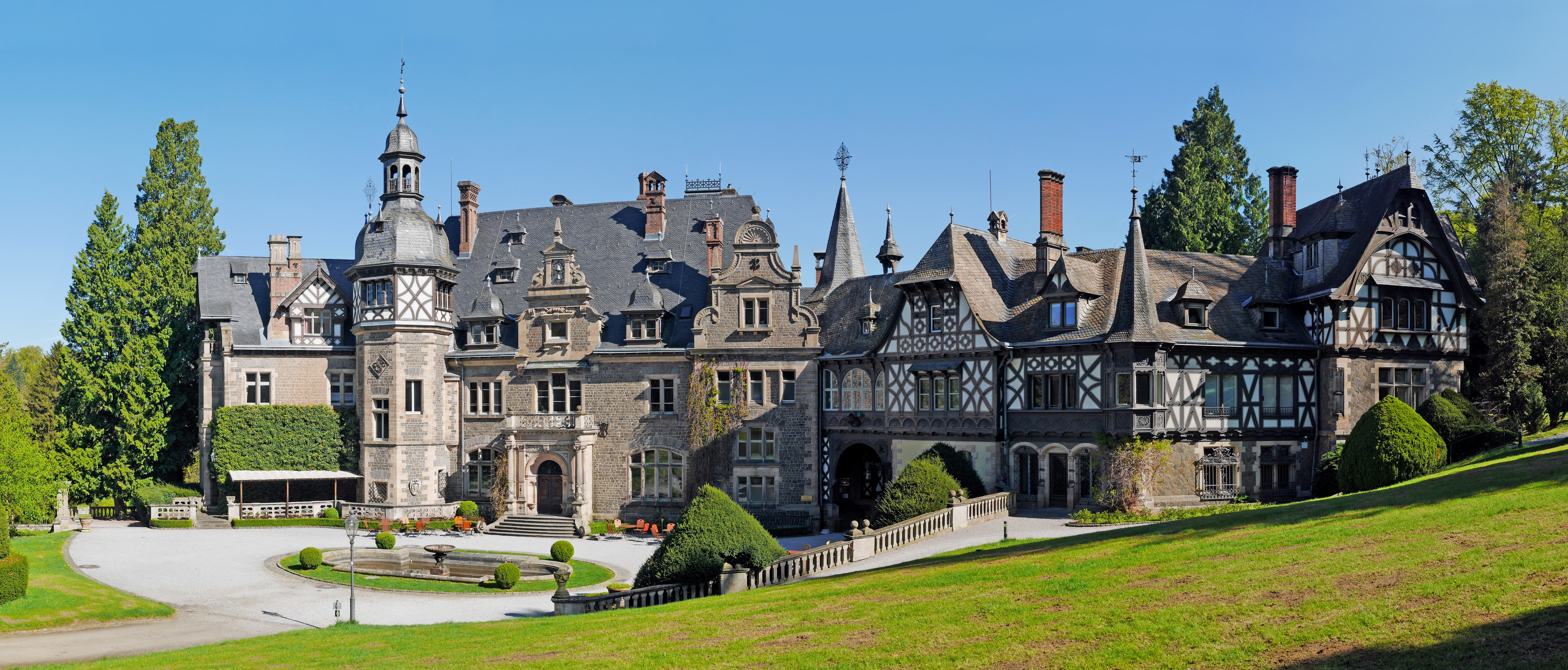
Замок Рауишхольцхаузен. 1871—1876. Гессен
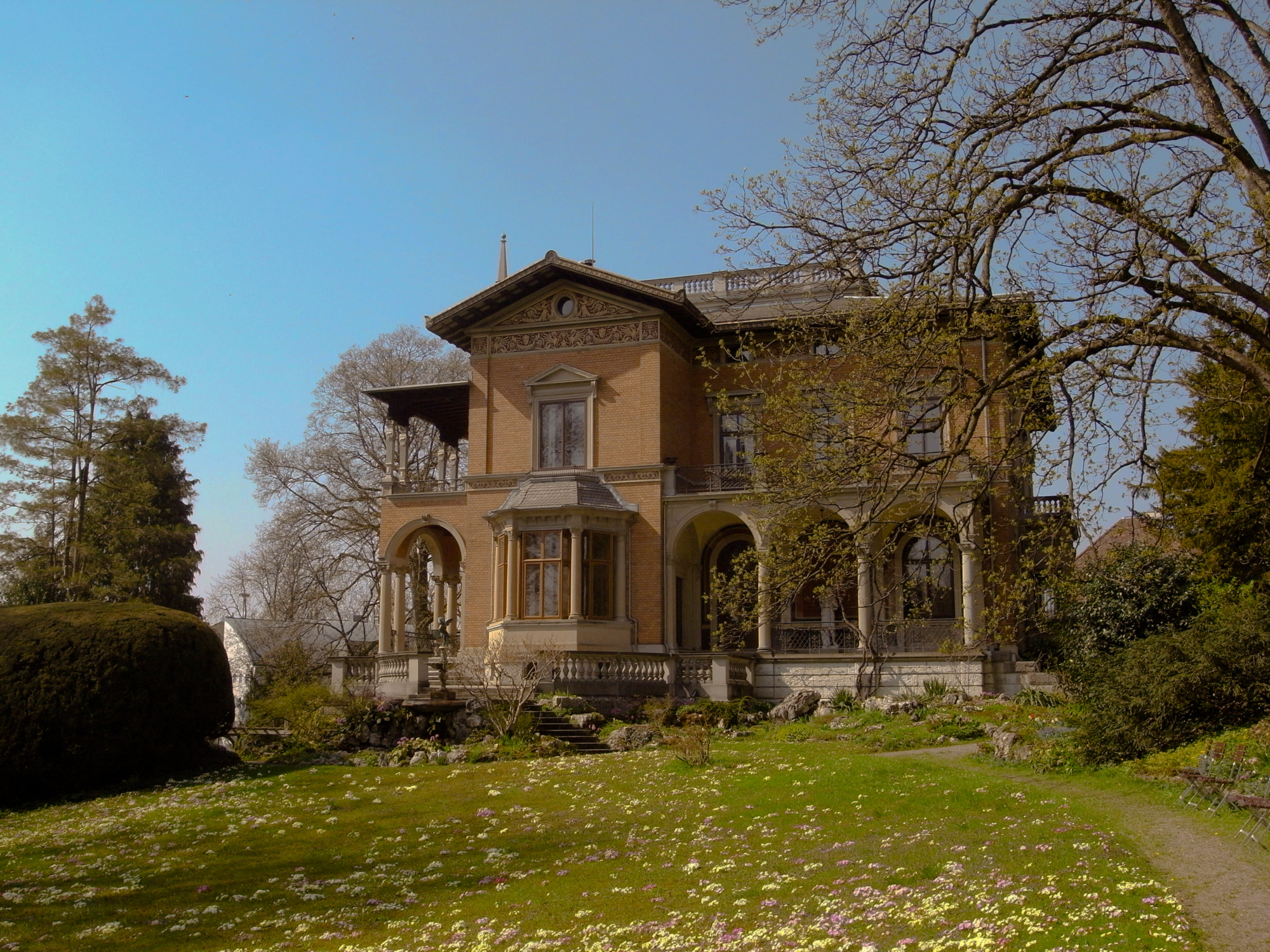
Вилла Блейлера. 1886–1887, Цюрих (с 1993 года — резиденция Швейцарского института исследований искусств)
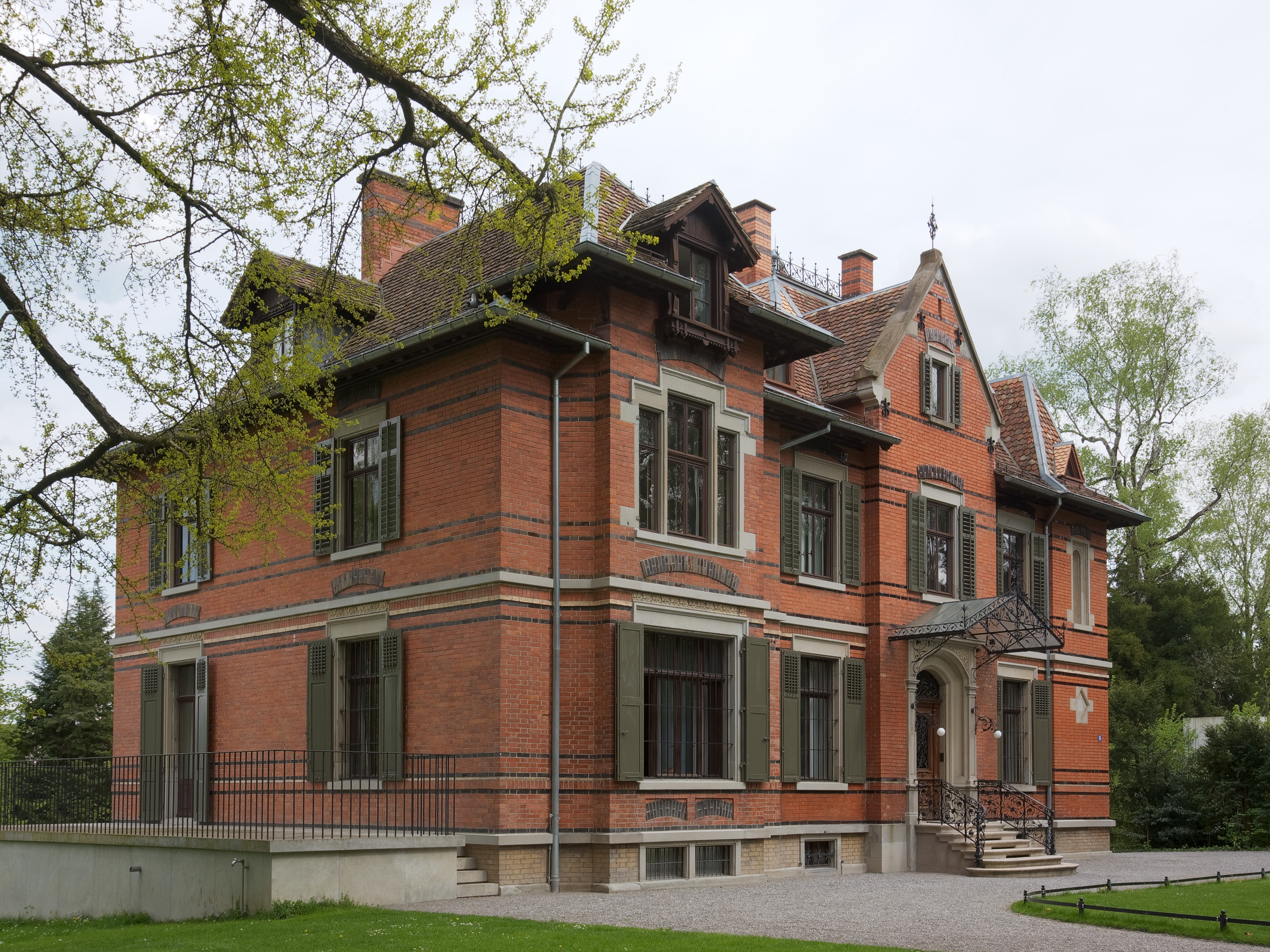
Вилла Шёнберг. 1886–1888. Цюрих

## Основные проекты и постройки
- 1866—1870: Дом Иоганна Каспера Блюнчли, Гейдельберг. Теперь дом студенческого объединения VDSt Heidelberg.

- 1872—1873: Банк Гольдшмитт, Франкфурт-на-Майне

- 1873—1874: Отель Frankfurter Hof, Франкфурт-на-Майне

- 1874: Венское центральное кладбище

- 1874—1876: Замок Рауишхольцхаузен, Эбсдорфергрунд-Рауишхольцхаузен

- 1882: Дом семьи В. Хайль (так называемый Хайльсхоф), Вормс

- 1884: Здание химического факультета Швейцарского федерального политехнического института, Цюрих (совместно с Георгом Ласиусом)

- 1884: Здание Мангеймской страховой компании, Мангейм

- 1886—1887: Вилла Блейлера, Цюрих (с 1993 года — резиденция Швейцарского института исследований искусств)

- 1886—1888: Вилла Ритер и реконструкция виллы Шёнберг, Цюрих

- 1886—1890: Физический корпус Швейцарского федерального политехнического института, Цюрих (совместно с Георгом Ласиусом)

- 1892—1894: Церковь Энге, Цюрих

- 1911—1915: Реконструкция церкви Ноймюнстера, Цюрих